# Пйонтек-Мали
Пйонтек-Мали (пол. Piątek Mały) — село в Польщі, у гміні Ставішин Каліського повіту Великопольського воєводства.
Населення — 399 осіб (2011).
У 1975-1998 роках село належало до Каліського воєводства.

## Демографія
Демографічна структура станом на 31 березня 2011 року:
|          | Загалом | Допрацездатний вік | Працездатний вік | Постпрацездатний вік |
| -------- | ------- | ------------------ | ---------------- | -------------------- |
| Чоловіки | 184     | 26                 | 132              | 26                   |
| Жінки    | 215     | 36                 | 131              | 48                   |
| Разом    | 399     | 62                 | 263              | 74                   |